# Enderleinellus nayaritensis
Enderleinellus nayaritensis är en insektsart som beskrevs av Kim 1966. Enderleinellus nayaritensis ingår i släktet Enderleinellus och familjen ekorrlöss. Inga underarter finns listade i Catalogue of Life.